# Дивин (Лучењец)
Дивин (слч. Divín) насељено је мјесто са административним статусом сеоске општине (слч. obec) у округу Лучењец, у Банскобистричком крају, Словачка Република.

## Становништво
| Година:    | 1994. | 2004.   | 2014.   | 2024.   |
| ---------- | ----- | ------- | ------- | ------- |
| Број људи: | 2102  | 2045    | 2076    | 2012    |
| Разлика:   |       | -2,71 % | +1,51 % | -3,08 % |

| Година:    | 2023. | 2024.   |
| ---------- | ----- | ------- |
| Број људи: | 2027  | 2012    |
| Разлика:   |       | -0,74 % |

Према подацима о броју становника из 2011. године насеље је имало 2.070 становника.